# Ђани Морбидели
Ђани Морбидели (итал. Gianni Morbidelli), рођен 13. јануара 1968. године је бивши италијански возач Формуле 1. У својој каријери наступао је на 70 трка, а у Формули 1 је дебитовао 11. марта 1990. године. Само једном у каријери успео је да се „попне“ на подијум, а укупо је освојио 8.5 поена.